# Felix Bergsmann
Felix Bergsmann (* 7. September 1936 in Waldburg; † 27. Juli 2018 in Linz) war ein österreichischer Politiker (ÖVP) und ÖBB-Beamter. Bergsmann war zwischen 1982 und 1990 sowie von 1993 bis 1994 Abgeordneter zum Nationalrat und von 1990 bis 1993 Mitglied des Bundesrates.

## Ausbildung und Beruf
Bergsmann besuchte zwischen 1942 und 1951 die Volks- und Hauptschule in Traun und erlernte in der Folge den Beruf des Maschinenschlossers. Nach dem Lehrabschluss 1954 besuchte Bergsmann von 1954 bis 1956 die Ausbildung zum Lokomotivführer in Wels und Linz und arbeitete danach von 1956 bis 1966 in diesem Beruf.
1965 war er in der Zugförderungsleitung Linz mit Wagenwerkstätte Linz mit dem Diensttitel Bundesbahn-Adjunkt (Gehaltsgruppe Va) eingesetzt., später mit dem Diensttitel Bundesbahn-Revident (Gehaltsgruppe VIa). Danach war er von 1967 bis 1974 Maschinenmeister, 1968 mit dem Diensttitel Bundesbahn-Oberrevident (Gehaltsgruppe VIIa).
Von 1974 bis 1995 war er als technischer Betriebsbeamter der ÖBB beschäftigt. 1980 arbeitete Felix Bergsmann in der Zugförderungsstelle Garsten mit dem Diensttitel Bundesbahn-Oberrevident (Gehaltsgruppe VIIb). 1984 war er in der Zugförderungsleitung Linz mit Wagenwerkstätte Linz mit dem Diensttitel Bundesbahn-Oberrevident (Gehaltsgruppe VIIb) eingesetzt.
Bergsmann absolvierte zudem die Katholische Sozialakademie in Wien.

## Politik
Bergsmann war zwischen 1970 und 1983 als Personalvertreter bei den ÖBB Linz aktiv und hatte zwischen 1972 und 1982 das Amt des Obmanns der ÖVP Ortsgruppe Linz-Keferfeld inne. Zwischen 1977 und 1983 übernahm er das Amt des Bezirksobmanns der ÖVP Linz-Süd. Bergsmann war in der Gewerkschaft aktiv und hatte zwischen 1983 und 1995 das Amt des Obmannstellvertreters der Gewerkschaft der Eisenbahner inne. Er war zudem von 1983 bis 1995 Bundesobmann des ÖAAB/FCG der Eisenbahner. Des Weiteren hatte er zwischen 1974 und 1982 sowie von 1984 bis 1994 die Funktion eines Kammerrats der Kammer für Arbeiter und Angestellte für Oberösterreich inne.
Bergsmann vertrat die ÖVP zwischen dem 7. Dezember 1982 und dem 4. November 1990 im Nationalrat. Er wechselte danach zwischen dem 12. Dezember 1990 und dem 11. Februar 1993 in den Bundesrat und war vom 12. Februar 1993 bis zum 6. November 1994 erneut Abgeordneter zum Nationalrat.

## Auszeichnungen
- 1990: Großes Silbernes Ehrenzeichen für Verdienste um die Republik Österreich[5]